# Differentialgeometri
Differentialgeometri er et område inden for matematikken, som udspringer af studiet af geometrien af kurver og flader i to, tre og fire dimensioner. Ved at studere geometriske egenskaber som f.eks. krumning og geodætiske kurver på disse objekter, har matematikere i de sidste 100 år kunnet generalisere og udvide dem til mere abstrakte objekter. I dag er teorien om kurver og flader i R² og R3 særdeles godt kendt.
Emnet differentialgeometri udspringer naturligt af teorien bag differentialregning, og har i øvrigt mange praktiske anvendelser inden for eksempelvis fysik (for den generelle relativitetsteori) og biokemi.